# Grand Prix d'Affligem
Le Grand Prix d'Affligem (Grote Prijs Affligem) est une course cycliste belge disputée autour de la commune d'Affligem, dans la province du Brabant flamand.

## Palmarès
| Année     | Vainqueur                          | Deuxième                           | Troisième                          |
| --------- | ---------------------------------- | ---------------------------------- | ---------------------------------- |
| 1920      | Raphaël Fonteyne                   | Frans Baulaert                     | Omer Vermeulen                     |
| 1921      | Maurice De Waele                   | Gérard Debaets                     | Leander Ghyssels                   |
| 1922      | Hector Leroy                       | Fred Duerinckx                     | Pierre Claes                       |
| 1923      | Leander Ghyssels                   | De Renne                           | René Janssens                      |
| 1924      | Hector Leroy                       |                                    |                                    |
| 1925      | C. Claerhout                       | Louis Rolus                        | Lode Mertens                       |
| 1926      | Gustaaf Hombroeckx                 | Lode Mertens                       | Guillaume Verhulst                 |
| 1927      | Oscar Houtman (nl)                 | Aimé Deolet (it)                   | René Martens                       |
| 1928      | Aimé Deolet (it)                   | René Martin                        | Norbert Van den Eynde              |
| 1929      | Léon Louyet                        | Évard Bourguignon                  | Alfons Kindt                       |
| 1930      | Jozef Horemans                     | Constant Van Impe                  | Gust De Schepper                   |
| 1931      | Pas organisé ou résultats inconnus | Pas organisé ou résultats inconnus | Pas organisé ou résultats inconnus |
| 1932      | Edgard De Caluwé                   | Louis Put                          | Henri Van Erp                      |
| 1933      | Théo Herckenrath                   | Théophiel De Ceulaer               | Englebert Machiels                 |
| 1934      | Boelaert                           | Romain D'Hoey                      | Joseph De Berlanger                |
| 1935      | Albert Van Laecke                  | René De Walsche                    | Petrus Van Theemsche (nl)          |
| 1936      | Albert Woets                       | Jean Janssens                      | Pierre Vermeiren                   |
| 1937      | Maurice Clautier                   | Edward Salu                        | Armand Lambert                     |
| 1938      | Philippe De Becker                 | René Dick                          | Michel Remue                       |
| 1939      | Emiel Faignaert                    | Van der Beken                      | Emiel Perremans                    |
| 1940      | Pas organisé ou résultats inconnus | Pas organisé ou résultats inconnus | Pas organisé ou résultats inconnus |
| 1941      | Richard Blendeman (de)             |                                    |                                    |
| 1942      | Pas organisé ou résultats inconnus | Pas organisé ou résultats inconnus | Pas organisé ou résultats inconnus |
| 1943      | Rik Renders                        | Juul Demets                        | Julien Ardijns                     |
| 1944      | Jozef Van Der Helst                | Juul Demets                        | R. Decroix                         |
| 1945      | Frans Van Veer                     | Kamiel De Backer                   | Edward Desmet                      |
| 1946      | Pas organisé ou résultats inconnus | Pas organisé ou résultats inconnus | Pas organisé ou résultats inconnus |
| 1947      | Albert Van Huffel                  | Charles Sneyers                    | Frans Volckaerts                   |
| 1948      | Eugène Van Roosbroeck              | Léopold Degraeveleyn               | Jan Storms                         |
| 1949      | Isidoor De Ryck (nl)               | André Heirwegh                     | Joseph Plas                        |
| 1950      | Victor Wartel                      | Edgard Sorgeloos                   | Van Droogenbosch                   |
| 1951      | Lucien Tembuysser                  | Verheirstraeten                    | Van den Driessche                  |
| 1952      | Marcel Paternoster                 | Jos De Bakker                      | Robert Grondelaers                 |
| 1953      | Gustaaf Van Vaerenbergh            | Louis De Boeck                     | Rufin Van Bossuyt                  |
| 1954      | Emiel Van Cauter                   | August Peeters                     | Gilbert Saelens                    |
| 1955      | Louis Dhoosche                     | Michel Van Aerde                   | Maurice Meuleman                   |
| 1956      | Maurice Meuleman                   | Jozef Janssens                     | Willy Van Eetvelde                 |
| 1957      | Theo Dormaels                      | Emiel Verheyden                    | August Peeters                     |
| 1958      | Antoon Diependaele                 | Georges Mortiers                   | Émile Daems                        |
| 1959      | Louis Van Huyck                    | Raoul Lampaert                     | Florent Van Pollaert               |
| 1960      | Roger Coppens                      | Roger Van den Broeck               | Edward Van Lint                    |
| 1961      | Emiel Lambrecht                    | Jos Wouters                        | Désiré Cartigny                    |
| 1962      | Jan Lauwers                        | Jozef Timmerman                    | André Claeys                       |
| 1963      | Roger De Clercq                    | Alfons Bogaerts                    | Eddy Merckx                        |
| 1964      | Eddy Merckx                        | Patrick Sercu                      | Eddy De Sitter                     |
| 1965      | Eddy Merckx                        | Eddy De Sitter                     | René Verschueren                   |
| 1966      | Roger Volkaert                     | Edouard Ernst                      | Jozef Sneyers                      |
| 1967      | Herman Neckebroeck                 | Etienne Sonck                      | Herman Vrijders                    |
| 1968      | Willy Teirlinck                    | Herman Vrijders                    | William Dedeyn                     |
| 1969      | Roland Callewaert                  | Maurice Eyers                      | Eddy Reyniers                      |
| 1970      | Frans Verhaegen                    | Willy Van Mechelen                 | Jozef Abelshausen                  |
| 1971      | Gustaaf Hermans                    | Théo Fierens                       | Julien Van Geebergen               |
| 1972      | Isidore Weemaes (nl)               | René Dillen                        | André Coppers                      |
| 1973      | André Coppers                      | Jean-Marie Coenen                  | Willy Van den Ouweland             |
| 1974      | Erik Van Lent                      | Emiel Gysemans                     | Florimond Van Hooydonck            |
| 1975      | André De Wolf                      | Willy Vrancken                     | Peter Deneef                       |
| 1976      | Alfred Dockx                       | Gerard Mak                         | René Van Gils                      |
| 1977      | Walter Schoonjans                  | Dirk Heirweg                       | Peter Deneef                       |
| 1978      | Walter Schoonjans                  | Willy Van Springel                 | Daniel Willems                     |
| 1979      | Noël Segers                        | Theo Gins                          | Patrick Den Hert                   |
| 1980      | Patrick Machtelinckx               | Francis De Ridder                  | Jean-Marie Wampers                 |
| 1981      | Marc Sergeant                      | Francis De Ridder                  | François De Decker                 |
| 1982      | Patrick Machtelinckx               | Jean De Bondt                      | Patrick Vandenbrande               |
| 1983      | Karel van Goethem                  | Jean De Bondt                      | Danny Lemmens                      |
| 1984      | Peter Van Impe                     | Jouri Bomak                        | Paul Quentel                       |
| 1985      | Patrick van Passel                 | Jerry Cooman                       | Guy De Coster                      |
| 1986      | Edwig Van Hooydonck                | Werner D'Hondt                     | Pascal Raes                        |
| 1987      | Rudi Vingerhoets                   | Frank Vanderhaegen                 | Johnny Dauwe                       |
| 1988      | Eric Mincke                        | Pascal De Roeck                    | Werner D'Hondt                     |
| 1990      | Andy De Smet                       | Tom Desmet                         | Eric De Clercq                     |
| 1991      | Guy Van Rossen                     | Franky De Buyst                    | Alijn Mynsberghe                   |
| 1992      | Arnolds Ūdris (en)                 | Olivier Van Coningsloo             | Günther Van Impe                   |
| 1993      | Günther Van Impe                   | Raimondas Rumšas                   | Dominique Kindts                   |
| 1994      | Andy De Smet                       | Alijn Mynsberghe                   | Stefaan Stouf                      |
| 1995      | Glenn D'Hollander                  | Andy De Smet                       | Ronny De Meuter                    |
| 1996      | Tom Serlet                         | Stefaan Van Duyse                  | Ronny De Meuter                    |
| 1997      | Marc Patry                         | Rudy Verdonck                      | Tommy Van de Ponseele              |
| 1998      | Dirk Aernouts                      | Jurgen Van Roosbroeck              | Andy Vidts (nl)                    |
| 1999      | Kim Van Bouwel                     | Jochem Scheirlinckx                | Stefaan Paridaens                  |
| 2000      | Zbigniew Serafinski                | Tim Meeusen (nl)                   | Christophe Stevens                 |
| 2001      | Roy Sentjens                       | Rudolf Wentzel                     | Mario Raes                         |
| 2002      | Peter Schoonjans                   | Mario Willems                      | Wouter Demeulemeester              |
| 2003      | Hans De Meester                    | Gordon McCauley                    | Danny Van der Massen               |
| 2004      | Wesley Balcaen                     | Morten Hegreberg                   | Piet Rooijakkers                   |
| 2005      | Danny Van der Massen               | Gert Vanderaerden                  | Darius Strole                      |
| 2006      | Geert Steurs                       | Marc Streel                        | Tim Meeusen (nl)                   |
| 2007      | Jean-Marc Bideau                   | Alex Coutts                        | Kurt Van Goidsenhoven              |
| 2008      | Kurt Van Goidsenhoven              | Yannick Eijssen                    | Daniel Verelst                     |
| 2009      | Jérôme Baugnies                    | Tom Vermeiren                      | Tony Driesen                       |
| 2010      | Evert Verbist                      | Kenneth Vanbilsen                  | Kurt Geysen                        |
| 2011      | Timothy Dupont                     | Dries Depoorter                    | Paavo Paajanen                     |
| 2012      | Dimitri Claeys                     | Sven Nevens (nl)                   | Gertjan De Vos                     |
| 2013      | Jérôme Baugnies                    | Tommy Baeyens                      | Jori Van Steenberghen              |
| 2014      | Matthias Allegaert                 | Michael Vingerling                 | Rutger Roelandts                   |
| 2015      | Matthias Allegaert                 | Kevin Callebaut                    | Michael Vingerling                 |
| 2016      | Rémy Mertz                         | Ward Jaspers                       | Glenn Rotty                        |
| 2017      | Niels De Rooze                     | Jelle Mannaerts                    | Davy Commeyne                      |
| 2018      | Gianni Marchand                    | Lionel Taminiaux                   | Lennert Teugels                    |
| 2019      | Fred Wright                        | Yarno Vandenbroeck                 | Tom Van Vuchelen                   |
| 2020-2021 | non organisé                       | non organisé                       | non organisé                       |
| 2022      | Gil Gelders                        | David Desmecht                     | Niels De Rooze                     |
| 2023      | Luca De Meester                    | Maxim Nonneman                     | Arne Santy                         |
| 2024      | Milan De Meester                   | Kobe Vanoverschelde                | Leopold Dallemagne                 |
| 2025      | Jonas Volkaert                     | Lance Decabooter                   | Franck Rademaker                   |